# الهروب من سجن جلبوع
الهروب من سجن جلبوع 2021 «عملية نفق الحرية» هو حدث أمني وقع في صباح يوم 6 سبتمبر 2021، عندما تمكن ستة أسرى فلسطينيون من الهروب من سجن جلبوع، بينهم أربعة محكوم عليهم بالسجن المؤبد ومن بينهم زكريا الزبيدي ومحمود العارضة، حيث استطاعوا الهرب من خلال نفق حُفر في زنزانة السجن. أُعلن في مساء 10 سبتمبر (أيلول) عند الإمساك باثنين منهم: يعقوب قادري ومحمود عارضة، وفي ساعات الفجر الأولى من تاريخ 11 سبتمبر 2021، تمت إعادة اعتقال زكريا الزبيدي ومحمد عارضة.

## الخلفية
افتُتح سجن جلبوع عام 2004، عقب الانتفاضة الثانية، وفي أغسطس 2014، اُكتشف أول نفق كبير بدأ الأسرى بحفره. ومن المعروف بإن سجن جلبوع سجن أمني محصن، حيثُ جرت عمليات تحصين للسجن منذ الكشف عن نفق داخل السجن عام 2014، وتم تفعيل نظام الطوارئ في السجن منذ محاولة الهروب من سجن شطة الملاصق لسجن جلبوع. وحسب شهادة الأسرى فإن السجن يخضع لرقابة مشددة ويحتوي على مجسات تكتشف الاهتزازات داخل السجن.

## هروب الأسرى الفلسطينيين
جرت عملية هروب الأسرى بتاريخ 6 سبتمبر 2021، بعد الساعة الواحدة ليلا، من خلال نفق حفره الأسرى. وحُفر النفق من حجرة المرحاض الموجودة بإحدى زنازين السجن، وفتحته الخارجية تقع تحت برج حراسة السجن. الأسرى قاموا بتغيير ملابسهم وتركوها أمام برج الحراسة. ويذكر بإن الأسير محمود عبد الله عارضة هو العقل المدبر لعملية الهروب من السجن. وكان الأسرى الذين استطاعوا الهروب من السجن هم:
| التسلسل | الاسم                        | العمر | الأصل      | الانتماء             | تاريخ الاعتقال | الحكم                           |
| ------- | ---------------------------- | ----- | ---------- | -------------------- | -------------- | ------------------------------- |
| 1       | محمود عبد الله عارضة         | 46    | عرابة/جنين | حركة الجهاد الإسلامي | 1996           | محكوم مدى الحياة (قائد العملية) |
| 2       | محمد قاسم عارضة              | 39    | عرابة      | حركة الجهاد الإسلامي | 2002           | محكوم مدى الحياة                |
| 3       | يعقوب محمود قادري            | 49    | بير الباشا | حركة الجهاد الإسلامي | 2003           | محكوم مدى الحياة                |
| 4       | أيهم فؤاد أو أيهم نايف كممجي | 35    | كفردان     | حركة الجهاد الإسلامي | 2006           | محكوم مدى الحياة                |
| 5       | مناضل يعقوب نفيعات           | 26    | يعبد       | حركة الجهاد الإسلامي | 2019           | معتقل                           |
| 6       | زكريا الزبيدي                | 46    | مخيم جنين  | كتائب شهداء الأقصى   | 2019           | موقوف                           |

## بعد الهروب وملاحقة الأسرى
وصل التقرير الأول عن هروب مشتبه به إلى الشرطة في الساعة 1:49 صباحًا، من مواطن إسرائيلي كان يقود سيارته على الطريق 71 وتقريرًا أنه رأى شخصاً بين الحقول. وفي غضون دقائق، وصلت دورية عسكرية إسرائيلية إلى مكان الحادث وبدأت في مسحها ضوئيًا. وقال موظف في محطة وقود في المنطقة لاحقًا أنه رأى رجل غريب الهيئة. وفي الساعة 2:14 صباحًا، أبلغ نائب قائد مركز شرطة بيت شيعان مركز مراقبة السجن بالشبهات. في حوالي الساعة 3:00 صباحًا، أبلغ مزارعون من المناطق القريبة من السجن عن تحركات غريبة لوحظت في المناطق الزراعية القريبة من السجن. وكشف تفتيش زنزانات السجن عن هروب ستة أسرى من السجن.
بعد معرفة الهروب، بدأت شرطة إسرائيل، بما في ذلك وحدات من شرطة الحدود الإسرائيلية، في البحث عن الأسرى الهاربين بالتعاون مع جهاز الأمن العام الشاباك. نشر الجيش الإسرائيلي كتيبتين وفريقين للاستطلاع وعدد من فرق القوات الخاصة وفرق المراقبة الجوية للمساعدة في جهود البحث. اعتقد الشاباك في البداية أن الأسرى كانوا على اتصال بأشخاص خارج السجن باستخدام هاتف محمول مهرب وأنه تم مساعدتهم في الهروب في سيارة.
تم تنبيه ضباط الأمن في المجالس القريبة من سجن جلبوع عند الهروب، وتم نصب حوالي 200 حاجز طريق على الطرق، قبل ساعات فقط من عطلة روش هاشناه. وأٌقيمت نقاط تفتيش في محيط السجن وفي جميع أنحاء البلاد، بما في ذلك قرب الحدود مع قطاع غزة، بسبب مخاوف من أن السجناء قد يحاولون الفرار هناك. وتجمعت قوات كبيرة من الشرطة في المنطقة، واستخدمت طائرات بدون طيار وطائرات هليكوبتر وكلاب في المطاردة. دخلت الشرطة البلدات الإسرائيلية العربية المجاورة طمرة الزعبية والناعورة وفتشت المساجد واعتقلت ثلاثة من سكان الناعورة للاشتباه في أنهم ساعدوا الأسرى في الفرار. على الرغم من أن مسؤولي الشرطة اعتبروا احتمال قيام الأسرى بهجوم في إسرائيل غير مرجح، إلا أنهم لم يستبعدوا هذا الاحتمال ووضعوا الشرطة في حالة تأهب قصوى. قال قائد المنطقة الشمالية بالشرطة إنه لا توجد تحذيرات أمنية لسكان المنطقة، لكنه حثهم على توخي مزيد من اليقظة والإبلاغ عن أي شيء مشبوه. تم زيادة الدوريات حول المعابد اليهودية كإجراء احترازي.
بسبب الاشتباه في أن الأسرى سيحاولون الفرار إما إلى الأردن أو إلى مدينة جنين بالضفة الغربية (جميع الأسرى كانوا من منطقة جنين)، تم نشر قوات إسرائيلية إضافية على الحدود مع الأردن ومنطقة التماس التي تفصل بين إسرائيل والضفة الغربية، كما نفذت القوات الإسرائيلية عمليات بحث في محيط جنين.

### القبض على الأسرى
أعلنت إذاعة الجيش الإسرائيلي في مساء يوم 10 سبتمبر 2021 عند أنهُ أُعيد اعتقال اثنين من الأسرى الفلسطينيين الذين فروا من سجن جلبوع قرب جبل القفزة في مدينة الناصرة، ووضحت أنهما: يعقوب قادري ومحمود عارضة. وفقاً لرواية الشرطة الإسرائيلية فقد شوهد يعقوب قادري ومحمود عارضة وهم يفتشون في صناديق القمامة في بحث واضح عن شيء يأكلونه، وقد اقتربوا من امرأة ليطلبوا منها الطعام. وحسب القناة 13 العبرية فإن اعتقال الأسيرين جاء كنتيجة لاتصال تلقيته الشرطة من عائلة عربية بمنطقة الناصرة بعد أن توجها يعقوب قادري ومحمود عارضة للعائلة بطلب أكل، حيث قامت بالاشتباه في أنهم من بين الهاربين، فقامت بإبلاغ الشرطة. وتم القبض على الاثنين بعد مطاردة استعملت مروحية.
في لحظات الفجر الأولى من تاريخ 11 سبتمبر 2021، تمت إعادة أعتقال زكريا الزبيدي ومحمد عارضة في شمال إسرائيل عند موقف شاحنات بالقرب من بلدة شبلي - أم الغنم بعد تم إبلاغ الشرطة من قبل عربي من سكان قرية قريبة واجههم أثناء ركوبه عربة على الكثبان الرملية في المنطقة، ولقد طلبوا منه توصيلة لكنه رفض. تتبعت وحدة قصاصي الأثر آثار أقدامهم في وقت لاحق عند موقف شاحنات حيث تم القبض عليهم. في لحظات الفجر الأولى من تاريخ 19 سبتمبر 2021، تمت إعادة أعتقال مناضل نفيعات وأيهم كممجي في مدينة جنين.

## الأحداث اللاحقة
ردت مصلحة السجون الإسرائيلية على الهروب من خلال فرض قيود جديدة على الأسرى الأمنيين الفلسطينيين ونقل الأسرى الأمنيين بين المنشآت. ونتيجة لذلك، اندلعت أعمال شغب بين الأسرى الفلسطينيين في عدد من السجون، وأُضرمت النيران في عدد من الزنازين في سجن كتسيعوت وسجن رامون. تم استدعاء وحدة متسادا، وحدة العمليات الخاصة في مصلحة السجون، للتعامل مع الاضطرابات في سجن كتسيعوت. قررت إدارة السجون فيما بعد أن تقوم فرق المهندسين بفحص جميع السجون للكشف عن أي عيوب أخرى يمكن أن تؤدي إلى حالات هروب في المستقبل.
استجوبت الشرطة 14 من موظفي مصلحة السجون للاشتباه في قيامهم بمساعدة الهاربين. وقرر المحققون فيما بعد أن الهاربين لم يتلقوا أي مساعدة من داخل السجن. وكان الجمهور والصحافة قلقين بعد الحادث ووجهت دعوات لرئيسة مصلحة السجون الإسرائيلية كاتي بيري ووزير الأمن العام عومر بارليف للاستقالة. وقالت مفوضة مصلحة السجون الإسرائيلية إنها لن تتنحى نتيجة الهروب من السجن، بينما دعت عضو الكنيست في المعارضة ميري ريغيف الحكومة إلى تشكيل لجنة تحقيق برلمانية «للتحقيق في سلوك وعدم كفاءة السجون وأمن السجون». تحدث رئيس الوزراء الإسرائيلي نفتالي بينيت إلى عومر بارليف و«أكد أن هذا حادث خطير يتطلب جهوداً شاملة من قبل قوات الأمن» للعثور على الأسرى.
وصفت حركة الجهاد الإسلامي عملية الهروب من السجن بأنها «بطولية» وقالت إنها «ستصدم نظام الدفاع الإسرائيلي»، فيما قال المتحدث باسم حماس فوزي برهوم إنه «انتصار كبير» يثبت «إرادة وعزيمة جنودنا الشجعان داخل سجون إسرائيل»، وأشاد الفلسطينيون بالأسرى باعتبارهم أبطالاً قوميين. قارنت بعض وسائل التواصل الاجتماعي الفلسطينية عملية الهروب بأحداث فيلم الخلاص من شاوشانك، بينما رسم جدعون ليفي، وهو صديق شخصي للزبيدي، تشابهًا مع حدث تم الاحتفال به في التاريخ اليهودي، وهو تحطيم سجن عكا الذي نظمه أعضاء من حركة إرغون السرية.
رداً على قرار نقل الأسرى الأمنيين الفلسطينيين بين السجون، أعلنت الفصائل الفلسطينية «يوم غضب». اندلعت مظاهرات واشتباكات بين الفلسطينيين والقوات الإسرائيلية في أنحاء الضفة الغربية، أطلق خلالها متظاهرون فلسطينيون النار على القوات الإسرائيلية التي كانت تحرس حاجز الجلمة. وعقب إلقاء القبض على اثنين من الأسرى في 10 سبتمبر، تجددت الاشتباكات في الضفة الغربية. كما أطلقت القوات الإسرائيلية النار على ثلاثة فلسطينيين بالقرب من مدينة الخليل بعد أن ألقوا زجاجات حارقة مما أدَّى إلى إصابة أحدهم. في إسرائيل، أطلق مسلحون النار على منزل جمال حكروش، أحد كبار المسؤولين الإسرائيليين العرب في الشرطة الإسرائيلية، في كفر كنا، ربما كرد فعل على اعتقال الأسرى.

### خطاب حركة حماس
تعهدت كتائب الشهيد عز الدين القسام الذراع العسكري لحركة المقاومة الإسلامية حماس، بعدم إتمام أية صفقة تبادل جديدة مع الاحتلال الإسرائيلي دون الأسرى الستة الذين أعادت الأخيرة اعتقالهم. حيث صرح أبو عبيدة الناظق باسم حماس أنه «إذا كان أبطال نفق الحرية حرروا أنفسهم هذه المرة من تحت الأرض، فإننا نعدهم ونعد أسرانا الأحرار بأنهم سيتحررون قريبًا بإذن الله من فوق الأرض.»

## في الادب
ظهر عدة أعمال ادبية حول الهروب من سجن جلبوع وكان منها رواية «ستة» للكاتب أيمن العتوم التي تنتمي إلى قصص البطولات المخفية، عن طريق اظهار المشهد البطولي الذي قام به الأسرى الفلسطينيون الستة، الذين هربوا من السجن.